# Nights in White Satin
Singles de The Moody Blues
Love and Beauty
(1967) Tuesday Afternoon
(1967)
Pistes de Days of Future Passed
The Sunset / Twilight Time
Nights in White Satin est une chanson du groupe de rock britannique The Moody Blues, sorti en single le 10 novembre 1967.

## Enregistrement
Nights in White Satin est d'abord enregistré pour un programme de la BBC Radio appelé le Saturday Club. Cette toute première version sera par la suite incluse sur l'album Live at the BBC: 1967-1970. La première version single du morceau est enregistrée quant à elle le 8 octobre au Studio One de Decca, au tout début de la session d'enregistrement de Days of Future Passed.

### Fiche technique

#### Musiciens
- Justin Hayward : chant, guitare 12 cordes acoustique
- John Lodge : basse
- Mike Pinder : mellotron, gong
- Ray Thomas : flûte
- Graeme Edge : batterie, percussions
- Peter Knight et le London Festival Orchestra : arrangements orchestraux

#### Équipe technique
- Tony Clarke : producteur
- Derek Varnals : ingénieur du son

## Analyse musicale
La chanson est dans la tonalité de mi mineur et utilise l'accord de sixte napolitaine.

## Succès commercial

### Sortie initiale et succès européen (1967-1968)
Nights in White Satin sort en single le 10 novembre 1967. Dès janvier 1968, il rentre à la 35e place du hit-parade britannique et atteint le 17 février 1968 la 19e place du classement. Il s'écoule alors à 20 000 exemplaires journaliers et reste finalement onze semaines dans le classement. Le single rencontre un succès plus important en France et parvient à s'y classer no 1 pendant une semaine. Il s'y écoule à environ 516 000 exemplaires et devient le 100e single le plus vendu des années 1960 dans le pays. Aux Pays-Bas, il reste deux semaines consécutives à la 1re place du Single Top 100 et atteint au même moment la 2e place du Nederlandse Top 40. En Belgique et en Suisse, le single atteint la 6e place des hit-parades,. Nights in White Satin se classe également 18e en Allemagne.
Le single ne rencontre cependant pas le même succès ailleurs qu'en Europe. Aux États-Unis, il atteint péniblement la 3e place du Bubbling Under the Hot 100, et la 94e place du classement singles du Cash Box magazine. Son succès est tout aussi modeste en Australie, où il se classe no 95.

### Retour dans les hit-parades et succès mondial (1972-1973)

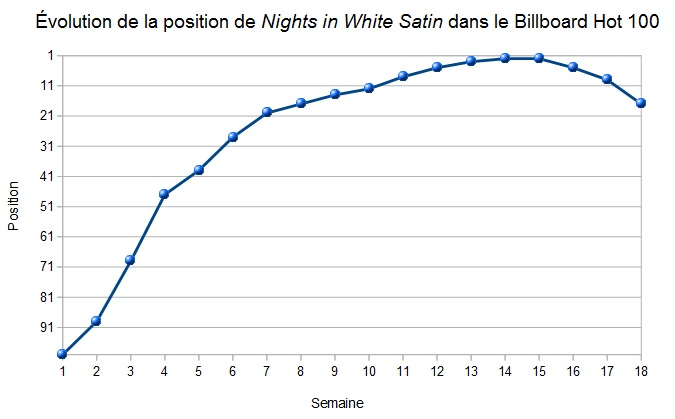
Graphique retraçant l'évolution de Nights in White Satin dans le Billboard Hot 100 entre le 5 août et le 2 décembre 1972.

En 1972, Nights in White Satin refait soudainement son apparition dans les hit-parades, en se vendant beaucoup plus que lors de sa première parution en single,. L'une des explications de cet événement est la remise au goût du jour de la chanson par un DJ de Seattle. La version originale du titre, d'une durée de sept minutes et trente-huit secondes, lui laisse suffisamment de temps pour sortir fumer lors de son travail de nuit. La diffusion du morceau pendant plusieurs nuits d'affilée fait réagir les auditeurs de la station de radio, et rapidement d'autres stations de Seattle commencent à le passer à leur tour. Finalement, Nights in White Satin passe sur la plupart des stations de radio américaines et devient alors un tube national,,,.
Début août, le single entre à la 100e place du Billboard Hot 100. Il monte rapidement dans le classement les trois semaines suivantes, en se classant respectivement 89e, puis 69e, puis 47e. Il atteint la semaine suivante le top 40 du classement. Le 4 novembre 1972, le single atteint la 2e place du classement et garde cette même position la semaine suivante, en restant derrière I Can See Clearly Now de Johnny Nash,. Il parvient néanmoins à atteindre la première place des classements établis par le Cash Box et le Record World,, deux autres magazines américains encore en activité à l'époque. Le single apparaît pour la dernière fois dans le Billboard Hot 100 le 2 décembre, à la 17e place, avant de disparaître totalement du classement la semaine suivante,. Le 18 décembre 1972, Nights in White Satin est certifié disque d’or par la Recording Industry Association of America (RIAA) pour s'être vendu à au moins un million d'exemplaires,. Le succès inattendu du single entraîne à son tour celui de l'album sur lequel la chanson figure, Days of Future Passed, qui se classe 3e aux États-Unis ; c'est ensuite au tour du huitième album des Moody Blues, Seventh Sojourn, de se classer à la première place du Billboard 200 le 9 décembre,. Justin Hayward remarque alors : « C'était comme si Nights in White Satin était le single de Seventh Sojourn. (...) La maison de disques a essayé de l'arrêter, en disant aux stations de radio de ne pas le passer, mais sans succès. »
Dans le reste du monde, le single se retrouve également propulsé au sommet des hit-parades. Au Canada, il se classe no 1 dans les classements singles du magazine RPM. En janvier 1973, il atteint la 9e place du classement singles britanniques, faisant mieux qu'en 1967, et se hisse au même moment la 15e place du hit-parade irlandais. Il atteint également le top 20 en Afrique du Sud, ainsi que le top 10 dans deux classements australiens,. Nights in White Satin devient finalement la chanson la plus connue du groupe, ainsi que leur plus gros succès, et se vend à deux millions d'exemplaires,.

### Classements ultérieurs (1979 jusqu'à aujourd'hui)
En 1979, Nights in White Satin refait son apparition dans les hit-parades britanniques, en partie grâce à Jonathan King, et irlandais. Le single atteint respectivement les 14e et 8e places de ces deux classements,. Plus récemment, en 2010, le chanteur anglais Matt Cardle interprète la chanson lors de la 7e saison de l'émission britannique The X Factor. Peu de temps après, la version originale se retrouve à la 51e place du classement singles britanniques, soit sa quatrième apparition dans le hit-parade,. La chanson est également apparue plusieurs fois dans les classements singles français lors des années 2012, 2013 et 2014. En 2012, elle réussit à se classer respectivement aux 41e et 55e places des hit-parades suisses et autrichiens,.

## Accueil critique
Depuis sa parution, Nights in White Satin a surtout reçu des avis positifs de la part des critiques musicales. Dès sa sortie en novembre 1967, Gary Taylor de Melody Maker remarque : « Le son est très remarquable — il y a eu beaucoup d'efforts investis là-dedans ». Il ajoute toutefois : « Mais je ne pense pas que ce sera un tube ». En janvier 1968, Billboard décrit à son tour la chanson comme « une ballade impressionnante, avec une production qui l'est tout autant », et ajoute même qu'elle « doit être écoutée en entier ». Le magazine prédit, à travers ce single, un retour des Moody Blues dans les hit-parades.
Plus récemment, en 2004, Will Hermes de Spin le décrit comme le « plus gros succès du rock progressif ». Sean Murphy de PopMatters l'inclut dans sa liste des « 10 chansons de 1967 qui ont façonné le rock progressif », en louant par-dessus tout « la voix magnifique » de Justin Hayward. Evan Sawdey, un autre contributeur du site, affirme que « peu de chansons peuvent aussi bien définir [The Moody Blues] aussi bien que la propre composition d'Hayward ». Le site Sputnikmusic qualifie Nights in White Satin de « poétique, envoûtant » et ajoute qu'avec Tuesday Afternoon, « les deux [morceaux] ancrent l'album et forcent avec encouragement les auditeurs d'aujourd'hui à découvrir l'ensemble de l'œuvre dont ils sont issus ». Le magazine Rolling Stone observe par ailleurs que malgré ses aspects « prétentieux », Days of Future Passed « possède également ses véritables moments de splendeur avec Nights in White Satin et Tuesday Afternoon, tous les deux des tubes ». Pour Bruce Eder d'AllMusic, les deux chansons ont largement contribué au succès et à la popularité de l'album. Le magazine Mojo déclare quant à lui que « Days of Future Passed est à jamais associé à Nights in White Satin. »
En 1979, Justin Hayward est récompensé par l'American Society of Composers, Authors and Publishers (ASCAP) en 1979 pour Nights in White Satin, du fait que la chanson s'est classée à trois occasions différentes de chaque côté de l'Atlantique durant les dix années précédentes. En 1995, la chanson fait partie de la liste des « 500 chansons qui ont façonné le rock and roll » (« The Songs That Shaped Rock and Roll »), établie par le Rock and Roll Hall of Fame. L'année 1999 marque son entrée dans le Grammy Hall of Fame. En 2009, Gilles Verlant et Thomas Caussé la mentionnent dans leur livre La Discothèque parfaite de l'odyssée du rock, parmi les « 3000 morceaux classiques du rock ». L'écrivain anglais Dave Thompson l'inclut deux ans plus tard dans son livre intitulé 1000 Songs that Rock Your World, où il la classe 365e.
| \| Année \| Auteur du classement \| Pays \| Classement \| Rang \| \| ---------------------------------------------------------------------- \| ------------------------------- \| ----------- \| ------------------------------------------------------- \| ---- \| \| 1972 \| Robert Christgau \| États-Unis \| Best Singles of 1972 (Tune-Outs) (sur 10)[34] \| 4e \| \| 1976 \| NME \| Royaume-Uni \| NME Readers All Time Top 100 Singles 1976 (sur 100)[35] \| 13e \| \| 1989 \| Radio Veronica \| Pays-Bas \| Super All-Time List (sur 500)[36] \| 2e \| \| 1995 \| Rock and Roll Hall of Fame \| États-Unis \| The Songs That Shaped Rock and Roll[31] \| * \| \| 1997 \| Mojo \| Royaume-Uni \| Mojo Readers All Time To 100 Singles[37] \| 93e \| \| 1998 \| Mauro Ronconi \| Italie \| The Best Song from the 200 Best Albums[33] \| * \| \| 1999 \| BBC \| Royaume-Uni \| Nation's Favourite Song Lyric[38] \| 9e \| \| 1999 \| BBC Radio 2 \| Royaume-Uni \| 100 Favourite Songs Of The Century[39] \| 71e \| \| 1999 \| Grammy Awards \| États-Unis \| Grammy Hall of Fame[32] \| * \| \| 1999 \| Pause & Play \| États-Unis \| Vault of Fame (Songs)[40] \| * \| \| 1999 \| Radio Caroline \| Royaume-Uni \| Top 500 Tracks[41] \| 32e \| \| 2003 \| Giannis Petridis \| Grèce \| 2004 of the Best Songs of the Century[33] \| * \| \| 2004 \| BBC Radio 2 \| Royaume-Uni \| Sold on Song Top 100[42] \| 36e \| \| 2005 \| Bruce Pollock \| États-Unis \| The 7,500 Most Important Songs of 1944-2000[33] \| * \| \| 2009 \| Gilles Verlant et Thomas Caussé \| France \| 3000 morceaux classiques du rock[33] \| * \| \| 2011 \| Dave Thompson \| Royaume-Uni \| 1000 Songs that Rock Your World[o 5] \| 365e \| \| * signifie que la liste ne suit pas un ordre d'importance particulier. \| \| \| \| \| |                                 |             |                                                     |      |
| Année | Auteur du classement            | Pays        | Classement                                          | Rang |
| 1972 | Robert Christgau                | États-Unis  | Best Singles of 1972 (Tune-Outs) (sur 10)           | 4e   |
| 1976 | NME                             | Royaume-Uni | NME Readers All Time Top 100 Singles 1976 (sur 100) | 13e  |
| 1989 | Radio Veronica                  | Pays-Bas    | Super All-Time List (sur 500)                       | 2e   |
| 1995 | Rock and Roll Hall of Fame      | États-Unis  | The Songs That Shaped Rock and Roll                 | *    |
| 1997 | Mojo                            | Royaume-Uni | Mojo Readers All Time To 100 Singles                | 93e  |
| 1998 | Mauro Ronconi                   | Italie      | The Best Song from the 200 Best Albums              | *    |
| 1999 | BBC                             | Royaume-Uni | Nation's Favourite Song Lyric                       | 9e   |
| 1999 | BBC Radio 2                     | Royaume-Uni | 100 Favourite Songs Of The Century                  | 71e  |
| 1999 | Grammy Awards                   | États-Unis  | Grammy Hall of Fame                                 | *    |
| 1999 | Pause & Play                    | États-Unis  | Vault of Fame (Songs)                               | *    |
| 1999 | Radio Caroline                  | Royaume-Uni | Top 500 Tracks                                      | 32e  |
| 2003 | Giannis Petridis                | Grèce       | 2004 of the Best Songs of the Century               | *    |
| 2004 | BBC Radio 2                     | Royaume-Uni | Sold on Song Top 100                                | 36e  |
| 2005 | Bruce Pollock                   | États-Unis  | The 7,500 Most Important Songs of 1944-2000         | *    |
| 2009 | Gilles Verlant et Thomas Caussé | France      | 3000 morceaux classiques du rock                    | *    |
| 2011 | Dave Thompson                   | Royaume-Uni | 1000 Songs that Rock Your World                     | 365e |
| * signifie que la liste ne suit pas un ordre d'importance particulier. |                                 |             |                                                     |      |

## Reprises, références et samples
En 1968, une adaptation en français de Nights in White Satin par Hubert Ithier est par la suite interprétée par Patricia sous le nom Mes rêves de satin, qui atteint la 57e place du hit-parade français,,. Franck Pourcel en enregistre une version orchestrale du titre la même année. Marie Laforêt reprend également la chanson en 1982 dans une autre adaptation française, Blanche Nuit de Satin. Dalida a chanté une adaptation en italien, intitulée Un po' d'amore. Les groupes italiens Profeti et Nomadi la reprennent tous deux sous le nom Ho difeso il mio amore.
La reprise du groupe de punk rock californien The Dickies, beaucoup plus énergique, sort en single en 1979 et se classe à la 39e place des classements musicaux britanniques,. Celle de la chanteuse anglaise Elkie Brooks, parue sur son album Pearls, Vol. 2, se place quant à elle à la 33e place de ces mêmes classements musicaux, tout en se classant 14e en Irlande,,. En 1995, la reprise de la chanteuse allemande Sandra atteint respectivement les 34e et 86e places des classements néo-zélandais et allemands. La version d'Il Divo, parue en 2006, s'intitule Nights in White Satin (notte di luce) et se classe à la 81e place des hit-parades suisses,.
The Brooklyn Bridge l'a également reprise en 1970. Giorgio Moroder la reprend en 1976 sous le titre Knights in White Satin, présent sur son album du même nom. Alain Bashung la reprend en 1991 sur son album Osez Joséphine,. En 2005, une version interprétée par Glenn Hughes fait partie de la bande originale de Furtif. D'autres reprises incluent celles de Bettye LaVette, Blue, David Lanz, Doc Watson, Eric Burdon and War, Eumir Deodato, Foals, Mario Frangoulis, Nancy Sinatra, Ramsey Lewis, The Shadows et Transatlantic.
Léo Ferré fait directement référence au morceau dans sa chanson C'est extra, lorsqu'il chante « C'est extra / Un Moody Blues qui chant' la nuit / Comme un satin de blanc marié,. » En 2001, le groupe américain cLOUDDEAD échantillonne Nights in White Satin sur le titre I Promise Never to Get Paint on My Glasses Again (part 1), inclus dans leur album homonyme.

## Réutilisations

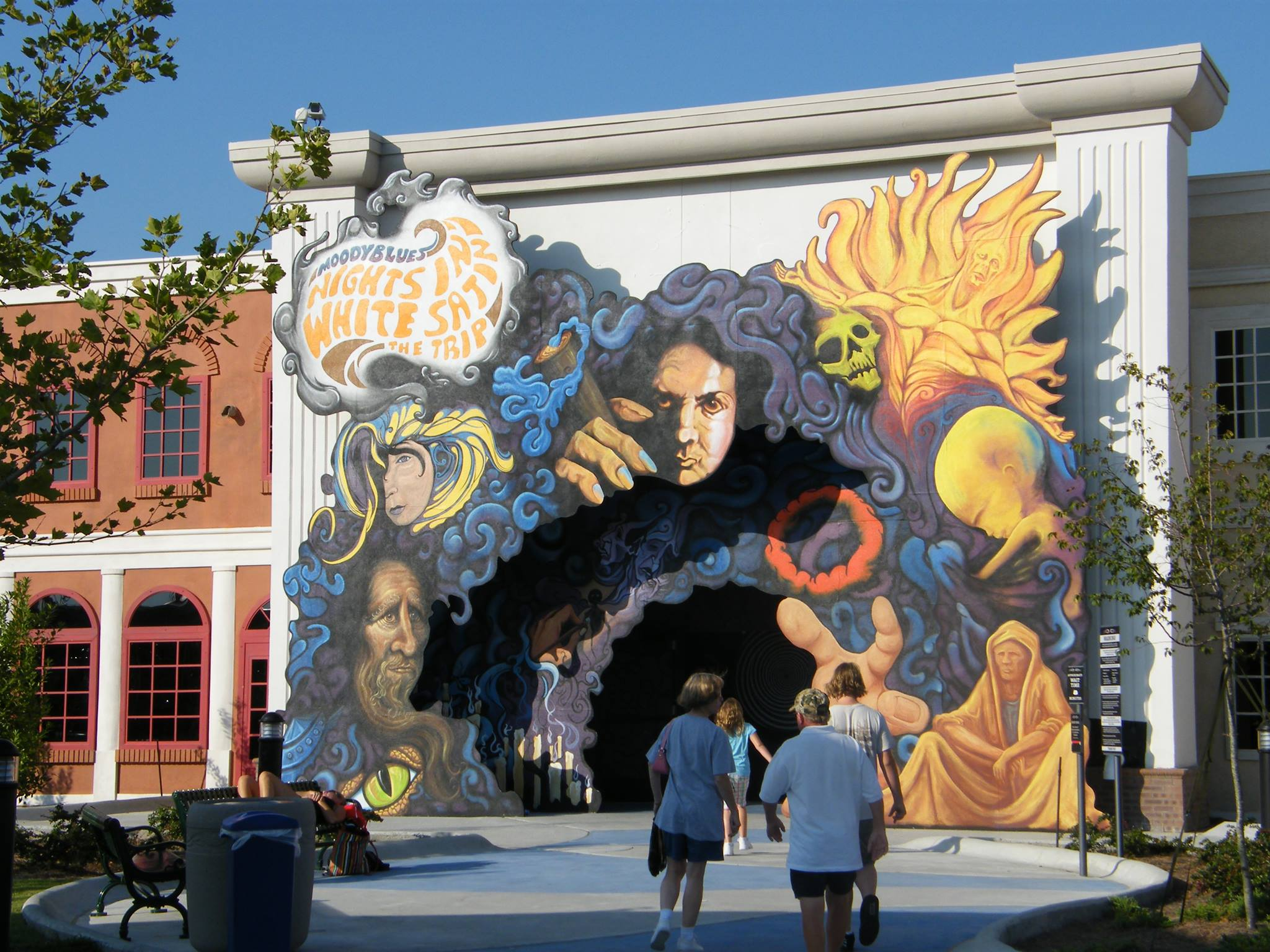
Entrée de l'attraction à Hard Rock Park, aujourd'hui fermé.

La chanson apparaît dans de nombreux films, parmi lesquels Casino de Martin Scorsese, Il était une fois le Bronx de Robert De Niro, L'Apollonide : Souvenirs de la maison close de Bertrand Bonello, Dark Shadows de Tim Burton, Halloween de Rob Zombie, Killer Instinct de Tony Maylam ou encore Un monstre à Paris de Bibo Bergeron. Elle apparaît également dans plusieurs séries télévisées, dont Fringe, pendant l'épisode Le Plan, et Un flic dans la mafia, pendant le premier épisode du même nom.
Nights in White Satin a aussi été utilisé comme thème de l'attraction « Nights in White Satin: The Trip » du Hard Rock Park.
Le titre est utilisé dans le cadre de la première publicité pour Bleu de Chanel mettant en scène l'acteur Timothée Chalamet, diffusée en juin 2023.

## Classements, ventes et certifications
| Année     | Classement                              | Meilleure position |
| --------- | --------------------------------------- | ------------------ |
| 1968      | Allemagne (Media Control AG)            | 18                 |
| 1968      | Australie (Kent Music Report)           | 95                 |
| 1968      | Belgique (Flandre Ultratop 50 Singles)  | 6                  |
| 1968      | États-Unis (Bubbling Under the Hot 100) | 3                  |
| 1968      | États-Unis (Cash Box)                   | 93                 |
| 1968      | France (IFOP)                           | 1                  |
| 1968      | Pays-Bas (Nederlandse Top 40)           | 2                  |
| 1968      | Pays-Bas (Single Top 100)               | 1                  |
| 1968      | Royaume-Uni (UK Singles Chart)          | 19                 |
| 1968      | Suisse (Schweizer Hitparade)            | 6                  |
| 1972-1973 | Afrique du Sud (Springbok Radio)        | 20                 |
| 1972-1973 | Australie (Go-Set National Top 40)      | 3                  |
| 1972-1973 | Australie (Kent Music Report)           | 8                  |
| 1972-1973 | Canada (Top Singles)                    | 1                  |
| 1972-1973 | États-Unis (Billboard Hot 100)          | 2                  |
| 1972-1973 | États-Unis (Cash Box)                   | 1                  |
| 1972-1973 | États-Unis (Easy Listening)             | 37                 |
| 1972-1973 | États-Unis (Record World)               | 1                  |
| 1972-1973 | Irlande (IRMA)                          | 15                 |
| 1972-1973 | Royaume-Uni (UK Singles Chart)          | 9                  |
| 1979      | Irlande (IRMA)                          | 8                  |
| 1979      | Royaume-Uni (UK Singles Chart)          | 14                 |
| 2010      | Royaume-Uni (UK Singles Chart)          | 51                 |
| 2012      | France (SNEP)                           | 98                 |
| 2013      | Autriche (Ö3 Austria Top 40)            | 55                 |
| 2013      | France (SNEP)                           | 95                 |
| 2013      | Suisse (Schweizer Hitparade)            | 41                 |
| 2014      | France (SNEP)                           | 99                 |

| Classement (1968)             | Position |
| ----------------------------- | -------- |
| Pays-Bas (Nederlandse Top 40) | 13       |

| Classement (1972)              | Position |
| ------------------------------ | -------- |
| États-Unis (Billboard Hot 100) | 32       |
| États-Unis (Cash Box)          | 82       |

| Classement (1973)             | Position |
| ----------------------------- | -------- |
| Australie (Kent Music Report) | 39       |

| Pays        | Ventes    |
| ----------- | --------- |
| France      | 516 000   |
| États-Unis, | 1 000 000 |
| Monde       | 2 000 000 |

| Pays              | Certification |
| ----------------- | ------------- |
| États-Unis (RIAA) | Or            |